# Malandiola
Malandiola is een geslacht van wantsen uit de familie van de Tingidae (Netwantsen). Het geslacht werd voor het eerst wetenschappelijk beschreven door Géza Horváth in 1925.

## Soorten
Het genus bevat de volgende soorten:

- Malandiola acares Drake & Ruhoff, 1962
- Malandiola minys Drake & Ruhoff, 1962
- Malandiola semota Drake, 1942
- Malandiola similis Hacker, 1927
- Malandiola simplex Horváth, 1925
- Malandiola syscena Drake & Ruhoff, 1962